# قانون تحديد الطعام المسبب للحساسية وحماية المستهلك
قانون تحديد الطعام المسبب للحساسية وحماية المستهلك (بالإنجليزية: Food Allergen Labeling and Consumer Protection Act)‏ ويُدعى اختصارًا FALCPA، هو قانون أمريكي يتطلب وضع قائمة بجميع المكونات التي قُد تُسبب الحساسية على ملصقات الأطعمة، وبدأ العملُ فيهِ منذُ 1 يناير 2006. حيثُ أنَّ العديد من المكونات قد تُسبب حساسية الطعام، وهذا القانون يُحدد فقط 8 مواد رئيسية مُسببة لحساسية الطعام. لاقى هذا القانون أثرًا كبيرًا نتيجةً للجهود المبذولة من بعض المنظمات مثل منظمة تعليم وبحوث حساسية الطعام ومركز العلوم في المصلحة العامة.
يَهدف هذا القانون لمنع المُصنعين من استخدامِ أساليب مُضللة أو غير شائعة في تسمية المكونات، فشخصٌ ما قد يتسوقُ لصديقه المُصاب بحساسيةٌ فول الصويا ولكنه لا يعرف أنَّ الليسيثين مُشتق من الصويا، لذلك وجود الليسيثين ضمن القائمة أمر مُضلل وغير شائع. الآن يتم وضع «الليسيثين (صويا)» لمنع حدوث الأخطاء.

## مُسببات الحساسية الثمانية الرئيسية
يُحدد هذا القانون 8 مُسببات رئيسية للحساسية، حيثُ تؤثر على معظم الأشخاص، وبروتيناتها غالبًا موجودة في المكونات الأخرى. تُشكل حوالي 90% من حساسيات الطعام. وهيَ:
- الحليب
- البيض
- السمك
- المحار
- المكسرات
- الفول السوداني.
- القمح
- الصويا[3]